# Beni Mester
Beni Mester (arabisch بنى مستر) ist eine Kommune in der algerischen Provinz Tlemcen. Sie liegt etwa neun Kilometer östlich der Provinzhauptstadt Tlemcen.

## Bezirke
Beni Mester besteht aus folgenden Bezirken: Zelboun, Ounadjela, Ain Douz, Tizghenit, Benziane Ouled Ouled Benhedi, Ouled Hamou, Elhaoud, Zaouia, Boudjemil, Boughezal, Dar el Hamra Dar, el Jebel.

## Bevölkerung
| Jahr      | 1977  | 1987   | 1998   | 2008   |
| Einwohner | 8.788 | 12.303 | 15.604 | 18.651 |